# Дезертир (фильм, 1933)
«Дезерти́р» (другое название — «Тепло́ход „Пятиле́тка“») — первый советский звуковой фильм режиссёра Всеволода Пудовкина, работа над которым заняла около трёх лет. Фильм вышел на экраны СССР 19 сентября 1933 года.

## Сюжет
Молодой рабочий Карл Ренн попадает в число рабочей делегации в Советский Союз, тем самым уклоняясь от пикетирования. Начав новую жизнь в стране большевиков, Карл вскоре пересматривает свои взгляды на классовую борьбу в Германии.

## В ролях
- Борис Ливанов — Карл Ренн
- Василий Ковригин — Людвиг Цейле
- Александр Чистяков — Фриц Мюллер
- Тамара Макарова — Грета Цейле, газетчица
- Семён Свашенко — Бруно
- Дмитрий Консовский — Штраус
- Юдифь Глизер — Марчелла Цейле
- М. Олещенко — Берта
- Сергей Мартинсон — прохожий
- Максим Штраух — первый бонза
- Сергей Герасимов — второй бонза
- Сергей Комаров — рабочий
- Владимир Уральский — секретарь ячейки
- А. Бесперстный — Васька
- Николай Романов — Генрих
- Карл Гурняк — Отто
- Иван Лавров — Рихтер
- К. Сизиков — Август Цейле
- П. Гольм — Ганс
- О. Тилле — Франц Клюгге
- Иван Чувелев — эпизод

## Съёмочная группа
- Сценаристы: Нина Агаджанова-Шутко, Александр Лазебников, Михаил Красноставский
- Режиссёр: Всеволод Пудовкин
- Оператор: Анатолий Головня
- Художник: Сергей Козловский
- Композитор: Юрий Шапорин
- Звукооператор: Евгений Нестеров
- Второй оператор: Юлий Фогельман

## Создание
Первоначальный замысел был посвящён борьбе портовых рабочих в немецком Гамбурге, но после прихода нацистов к власти его концепция поменялась на более индивидуализированный характер. Его посвятили исследованию психологии молодого немецкого рабочего, который ведя нормальную жизнь в СССР, раздумывает о возвращении на родину, чтобы включиться там в классовую борьбу. 

## Особенность звукового ряда
Обычные синхронные шумы в фонограмме фильма (шаги, скрипы и т. п.) отсутствуют, от экрана исходят только смыслово значимые звуки — шум моторов, вопль сирен, отдельные слова реплик. Имея дело со звуком первый раз, Пудовкин руководствовался теми же ритмическими принципами, что и прежде, когда монтировал свои немые фильмы. Он свободно пользовался звуковой дорожкой раздельно от изображения:
Каждый звук резался отдельно, и ассоциирующиеся с ним образы были иногда значительно короче соответствующего куска фонограммы… <…> Я обнаружил, что при сопоставлении различных звуков, монтируемых таким образом, можно создать ясный и определённый, почти музыкальный ритм, ритм, который вырабатывается и усиливается от одного короткого кадра до другого, пока не достигнет высшей точки эмоционального воздействия, нарастающего как волны в море.Всеволод Пудовкин, «Проблема ритма в моём первом звуковом фильме»
Все три звуковых составляющих — музыка, шумы и голос — существуют в фильме как различные, отделённые друг от друга стихии. Принцип подкладывания музыки под реплики режиссёром ещё не использовался.